# Shurnukh
Shurnukh ou Chournoukh (en arménien : Շուռնուխ) est une communauté rurale de la municipalité de Goris, situé dans la région de Syunik en Arménie. 

## Géographie
Le village est situé à environ 15 km au sud de Goris et est traversé par la frontière entre l'Arménie et l'Azerbaïdjan qui le sépare en deux. Il comprend également les localités d'Aghbulagh, Dzorak et Vanand, aujourd'hui inhabitées.

## Histoire
Le village moderne est fondé en 1930 et peuplé majoritairement d'Azerbaïdjanais jusqu'à la guerre du Haut-Karabagh des années 1992 à 1994 à l'issue de laquelle la population doit fuir avant d'être remplacée par des Arméniens.
En 2020, à l'issue de la deuxième guerre du Haut-Karabagh, le rétablissement de la frontière internationalement reconnue entre l'Arménie et l'Azerbaïdjan a pour conséquence de couper le village en deux,,.

## Démographie
La population s'élevait à 208 habitants en 2008.

## Reportages photographiques
- Chris Huby - RFI - Arménie, Azébaïdjan: Chournoukh, un village divisé